# Sergej Michajlovič Kravčinskij
Sergej Michajlovič Kravčinskij, più noto con lo pseudonimo S. Stepnjak (Novyj Starobud, 1º luglio 1851 – Londra, 23 dicembre 1895), è stato un politico russo.

## Biografia
Sergej Michajlovič Kravčinskij nasce nel 1851 nel villaggio di Novyj Starobud, nel governatorato di Cherson, in Crimea, all'epoca provincia dell'impero zarista. Il padre è un medico militare e la madre è discendente da una famiglia della nobiltà ucraina. Gli anni dell'infanzia e della prima giovinezza sono segnati dai continui spostamenti della famiglia al seguito del padre. Dopo gli studi ginnasiali entra all'accademia militare Aleksandrovskaja di Mosca, conclusi gli studi nel 1869, viene accettato dall'accademia di artiglieria a Pietroburgo.

### La formazione
Durante gli studi all’accademia di artiglieria comincia a interessarsi ai problemi sociali della Russia ed entra in contatto con gli elementi più radicali tra gli studenti.
Dopo il diploma (1870) inizia la carriera militare come ufficiale, che si conclude appena un anno dopo con le sue dimissioni e il ritorno a Pietroburgo.
Alla fine del 1871 si iscrive all’istituto forestale: In questo periodo si avvicina alle teorie bakuniniste e inizia a frequentare i čajkovcy, un gruppo che, dopo un periodo dedicato a diffondere tra gli operai le idee e i testi di Marx, Lassalle, Lavrov, rapidamente si evolve verso posizioni populiste e rivoluzionarie.

### L'andata nel popolo
Tra il 1872 e i primi mesi del 1873 conduce la propaganda tra gli operai delle fabbriche di Pietroburgo, poi nell’estate del 1873 si convince che senza l’appoggio dei contadini la rivoluzione in Russia è impossibile. Si trasferisce quindi nella provincia di Tver', dove di giorno lavora come contadino e boscaiolo e alla sera conduce la propaganda. Viene arrestato, riesce a fuggire e a riprendere l’attività di propagandista, ma da quel momento in poi è costretto a vivere in clandestinità.
Il 1873 e, soprattutto, il 1874 sono gli anni dell’andata nel popolo che coinvolge gran parte della gioventù rivoluzionaria russa. Il movimento, che all’inizio pare inarrestabile, viene però duramente represso, i propagandisti vengono arrestati, condannati al carcere o al confino; molti di quelli che sfuggono all’arresto, tra i quali Kravčinskij, sono costretti all’esilio.
È in questo momento che, riflettendo sul fallimento dell’andata nel popolo e sull’impossibilità di condurre la propaganda in maniera legale, il movimento populista e Kravčinskij con esso imboccano la strada della rivolta armata e del terrorismo.

### La rivolta in Erzegovina
Durante l'esilio viaggia molto tra Belgio, Francia e Inghilterra stringendo contatti con i rivoluzionari europei. In questo periodo tenta di organizzare, senza successo, con altri fuoriusciti russi, tra i quali Sažin, Natanson e Klemenc un'insurrezione contadina negli Urali.
Nel 1875 scoppia una rivolta antiturca in Erzegovina. Su questo avvenimento l’emigrazione russa si divide, da un lato i seguaci di Lavrov sostengono che si tratta di una rivolta puramente nazionalista e indipendentista, dall’altro quelli di Bakunin che affermano che trattandosi di una rivolta di poveri (i contadini bosniaci) contro i ricchi dominatori (i turchi) essa finiva con l’assumere inevitabilmente i tratti della lotta di classe.
A questo proposito Kravčinskij, pur riconoscendo il carattere nazionalista della rivolta, sottolinea che “finché il popolo languisce sotto il potere di stranieri di diversa religione le questioni sociali saranno sempre relegate in sottofondo”.
Parte quindi volontario per l'Erzegovina, assieme ad Armand Ross, nella speranza da un lato di sperimentare praticamente la tattica della rivolta e dall’altro di stabilire solide basi per un'alleanza tra gli internazionalisti e i contadini slavi meridionali e russi.
Questa esperienza sarà molto breve: dopo un primo momento di entusiasmo, la realtà si rivela ben diversa da quanto sperato, la delusione è tale che prima della fine dell’anno i russi lasciano l'Erzegovina. Di questo periodo resterà a Kravčinskij l’amicizia con Errico Malatesta, che durerà tutta la vita.

### La propaganda col fatto
Tornato in Svizzera, frequenta Carlo Cafiero, Malatesta, Bakunin e altri fuoriusciti politici. Con Malatesta comincia ad elaborare la teoria della “propaganda col fatto” : vista l’impossibilità di poter condurre una propaganda socialista legale, sia per la mancanza di libertà di parola e di stampa sia perché i destinatari della propaganda, operai e contadini, sono per la stragrande maggioranza analfabeti, pensano che un’azione rivoluzionaria, anche violenta, possa mostrare nei fatti alle masse che una ribellione è possibile e dare nel contempo un assaggio di quella che sarà la società socialista dove tutti sono uguali; non ha importanza se il moto viene represso e i rivoltosi incarcerati o uccisi, quello che conta è che in questo modo viene gettato il seme dell’idea socialista e del modo per realizzarla.
Coerentemente con queste idee, partecipa l’anno successivo, con un gruppo di anarchici italiani, alla organizzazione della Banda del Matese, ma non alla sua realizzazione, in quanto viene arrestato e incarcerato dalla polizia italiana con un gruppo di compagni mentre si sta recando al punto d’incontro con gli altri insorti.
Nella primavera del 1876 il moto ha comunque inizio, ma nel giro di pochi giorni viene represso dall’esercito italiano e tutti gli insorti arrestati.
Nel 1878 muore il re d’Italia Vittorio Emanuele II e il nuovo re Umberto I promulga un’amnistia della quale beneficiano Kravčinskij e gli internazionalisti arrestati prima dell’inizio del moto, in quanto incarcerati solo per reati politici. Tutti gli altri componenti della "Banda del Matese", accusati anche di reati comuni (violenza, danneggiamento e omicidio) vengono clamorosamente assolti al termine di un processo trasformato in un atto di propaganda.

### Il terrorismo
Dopo un breve soggiorno in Svizzera, dove collabora col giornale Obščina, stampato a Ginevra in lingua russa,  ritorna clandestinamente in patria e si lega al gruppo rivoluzionario "Zemlja i Volja" (Terra e Libertà) e il 4 agosto 1878 uccide in un attentato Mezencev, il capo della terza sezione della Gendarmeria, quella che si occupa dei reati politici. 
Due giorni prima, il 2 agosto, ad Odessa, erano stati impiccati alcuni rivoluzionari vicini a Zemlja i Volja, per cui l’attentato sembrò la pronta risposta del movimento rivoluzionario alla repressione zarista.
La rivendicazione ufficiale dell’attentato arriva alcuni giorni dopo con la pubblicazione clandestina dell’opuscolo Smert' za smert' (Morte per morte), nel quale Kravčinskij spiega le motivazioni dell’attentato.
La repressione contro il movimento rivoluzionario subisce un giro di vite, gli arresti si intensificano ed egli, anche in seguito alle pressioni dei compagni che lo convincono col pretesto di sperimentare nuovi tipi di esplosivo, fugge nuovamente all’estero in Svizzera, dove vive sotto falso nome.
Qui viene raggiunto dalla moglie Fanny Markovna Lickus e, sfruttando la conoscenza dell’italiano, sopravvive dando lezioni private e facendo traduzioni di opere di scrittori italiani.

### Di nuovo in Italia
In seguito all’assassinio dello zar Alessandro II (1º marzo 1881), il governo russo aumenta la pressione sui governi europei occidentali al fine di ottenere l’estradizione degli esuli russi.
La posizione di Kravčinskij in Svizzera diventa sempre più difficile: se individuato e accusato di omicidio la concessione dell’estradizione sarebbe stata certa, e in Russia lo avrebbe certamente atteso una sentenza di morte.
Decide quindi di spostarsi in Italia, a Milano; la scelta della città non è casuale: da un lato è una grande città in cui è più facile passare inosservati, dall’altro è abbastanza vicina alla Svizzera per mantenere i contatti con i compagni ed essere subito pronto nell’eventualità di un suo rientro in patria, che però non avverrà mai.
A Milano, dopo aver conosciuto nel suo primo soggiorno italiano la triste realtà dei contadini del meridione, ha la possibilità di conoscere le dure condizioni di vita della classe operaia nella città più industrializzata d’Italia. 
Questo secondo soggiorno italiano, in cui usa il falso nome di Nicola Fetter, è meno movimentato del precedente. Kravčinskij non incontra i vecchi compagni della Matese, dopo il 1878 l'Internazionale in Italia è di fatto estinta, con i suoi principali esponenti in galera o in esilio, ma entra comunque in contatto con gli ambienti progressisti milanesi e fa amicizia con Agostino Pistolesi, col poeta Ferdinando Fontana e col giornalista Carlo Romussi. È su invito di quest’ultimo che partecipa al primo congresso della Confederazione operaia lombarda.
Per vivere continua fare traduzioni e scrive articoli sull’Italia che vengono pubblicati sia sulla stampa clandestina (quelli più strettamente politici) che sulla stampa legale.

### La Russia sotterranea
Nell’ottobre del 1881 si accorda con il giornale Il Pungolo  per scrivere una serie di tredici articoli nei quali descrivere il movimento rivoluzionario russo e i suoi protagonisti. Gli articoli sono firmati con lo pseudonimo di Stepnjak, che userà d’ora in avanti fino alla morte, tanto da diventare un secondo nome, e, per ragioni di sicurezza, si dice che vengono inviati dalla Svizzera.
Complici il clamore e la curiosità suscitati dall’attentato contro la zar, le corrispondenze ottengono un notevole successo, tanto che nel 1882 l’editore milanese Emilio Treves decide di pubblicarle nel volume La Russia sotterranea.
Il successo del libro è ancora maggiore di quello ottenuto dagli articoli, non solo in Italia: nel giro di qualche anno il libro viene tradotto in inglese, francese, tedesco e portoghese e ottiene lusinghieri giudizi da scrittori quali Émile Zola, Alphonse Daudet, Ivan Turgenev e Lev Tolstoj . Nel 1893 esce la traduzione in lingua russa, che, caso forse unico nella storia della letteratura, viene fatta dallo stesso autore del libro.

### A Londra
Nel 1884 l’aria di Milano comincia a farsi pesante per Kravčinskij, la polizia ha incominciato a interessarsi a lui, è quindi costretto prima a ritornare in Svizzera e poi rifugiarsi a Londra dove rimarrà fino alla sua morte. 
Nella capitale inglese continua a svolgere la sua attività di scrittore, pubblicista e propagandista e stringe amicizia con numerosi personaggi influenti nella scena pubblica inglese, tra gli altri Friedrich Engels, lo scrittore William Morris, il deputato laburista J. Brown, la figlia di Marx Eleonor.
Nel 1885 esce Russia under the Tsars, che viene pubblicato anche in Svezia, Francia e Stati Uniti. 
L’anno successivo pubblica The Russian Storm-Cloud or Russia in her Relations to Neighbouring Countries e nel 1888, in quattro volumi, The Russian Peasantry - Their Agrarian Condition, Social Life and Religion. Nello stesso anno viene pubblicato anche il suo romanzo The Career of a Nihilist, il cui protagonista, Andrej Kožuchov, sembra incarnare in sé i caratteri di molti compagni di lotta dell’autore.
Nel 1890, su sua iniziativa, viene fondata la Società degli amici della libertà russa, i cui scopi principali sono la propaganda contro l’autocrazia zarista e il sostegno ai rivoluzionari russi; nello stesso anno fonda il mensile in lingua inglese Free Russia, del quale sarà redattore fino al 1893.
Alla fine del 1890 si reca negli Stati Uniti per tenere una serie di conferenze, durante il quale contribuisce alla fondazione della sezione americana della Società degli amici della libertà russa.
Ritornato in Inghilterra, organizza il Fondo per la stampa russa libera, che si propone di stampare e diffondere in Russia la stampa rivoluzionaria.
Contemporaneamente comincia a raccoglier materiale sulle sette stundiste e frutto di queste ricerche è il romanzo Štundist Pavel Rudenko.
Il suo ultimo libro King Stork and King Log, nel quale analizza gli ultimi anni di regno di Alessandro III e i primi di Nicola II, vede la luce nel 1895.
Muore quello stesso anno il 23 dicembre, investito da un treno.

## Opere
- (RU) Skazka o kopejke, San Pietroburgo (in realtà Ginevra), 1874
- La Russia sotterranea - Profili e bozzetti rivoluzionari dal vero, Milano, 1874 - Nuova edizione Milano, 1896
- (EN) Russia under the Tzars, Londra, 1885
- (EN) A Female Nihilist, Boston, 1885 - biografia di Olga Ljubatovich
- (EN) The Russian storm-cloud, or Russia in her relations to neighbouring countries, Londra, 1886
- (EN) The Russian Peasantry - Their Agrarian Condition, Social Life and Religion, Londra, 1888
- (EN) The career of a nihilist, New York, 1889
- (RU) Čego nam nužno i načalo konca, Londra, 1892
- (RU) Zagraničnaja agitacija, Londra, 1892
- (EN) King Stork and King Log. A study of Modern Russia, Londra, 1895